# Pachakamaq
Pacha Kamaq (Quechua: „Schöpfer der Welt“; auch Pacha Ruraq oder in spanischer Schreibweise Pachacamac bzw. Pacharurac) war eine Gottheit, die unter anderem von den Ichma in der Stadt Pachacámac (Quechua: Pachakamaq) vor der Eroberung durch die Spanier (Conquista) verehrt wurde.
Pachakamaq war der Schöpfer des ersten Mannes und der ersten Frau, denen er jedoch kein Essen gab, so dass der Mann starb. Die Frau, die ihm Vernachlässigung vorwarf, verfluchte den Schöpfergott. Pachakamaq gab ihr daraufhin Fruchtbarkeit. Später tötete er ihren Sohn und schlug die Leiche in Stücke, aus denen die verschiedenen Obst- und Gemüsepflanzen entstanden. Der zweite Sohn der Frau, Wichama, entkam, und Pachakamaq tötete seine Mutter. Wichama rächte sich, indem er Pachakamaq ins Meer trieb.
Die Inkas übernahmen Pachakamaq, als sie das Gebiet der Ichma mit der Stadt Pachakamaq erobert hatten. In der späten Inka-Mythologie war er ein Sohn von Tayta Inti und Mama Killa sowie der Ehemann von Mama Pacha. Nur von den Ichma wissen wir mit Sicherheit, dass sie in der Stadt Pachakamaq den gleichnamigen Schöpfergott verehrten, obwohl vor ihnen andere Völker den Ort besessen hatten (Wari, das so genannte Pachacámac-Reich, Chancay und Chimú).